# Olijfgroen

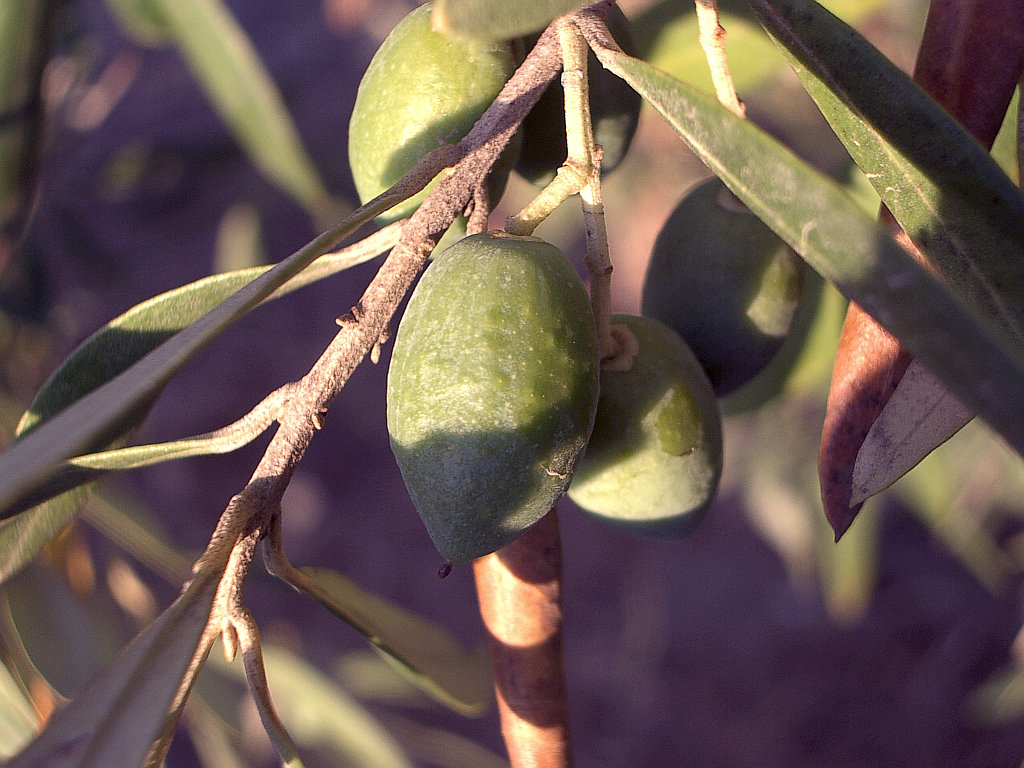
Olijven

Olijfgroen is een kleur die tussen bruin en groen in zit. Eigenlijk is olijfgroen een donkere schakering van geel. De kleur heeft zijn naam te danken aan de groene olijf. Olijfgroen is een kleur die bij het leger wordt gebruikt als camouflagekleur.